# Рудня (Светлогорский район)
Рудня (бел. Рудня) (ранее Чирковичская Рудня) — деревня в Чирковичском сельсовете Светлогорского района Гомельской области Беларуси.

## География

### Расположение
В 1 км на запад от Светлогорска, 2 км от железнодорожной станции Светлогорск-на-Березине (на линии Жлобин — Калинковичи), 111 км от Гомеля.

## Транспортная сеть
На автодороге Светлогорск — Паричи. Планировка состоит из прямолинейной, почти широтной ориентации улицы, которую в центре пересекает чуть изогнутая улица. Застройка двусторонняя, деревянная, усадебного типа.

## История
Согласно письменным источникам известна с XVIII века как селение в Мозырском повете Минского воеводства Великого княжества Литовского. В 1737 году в составе поместья Липов, во владении Горватов.
После 2-го раздела Речи Посполитой (1793 год) в составе Российской империи. В 1879 году упомянут в числе селений Чирковичского церковного прихода. Согласно переписи 1897 года действовали часовня, трактир. В 1917 году в Паричской волости Бобруйского уезда Минской губернии.
В 1925 году в Чирковичском сельсовете Паричского Бобруйского округа. В 1931 году организован колхоз.

## Население

### Численность
- 2004 год — 54 хозяйства, 101 житель

### Динамика
- 1897 год — 39 дворов, 209 жителей (согласно переписи)
- 1908 год — 255 жителей
- 1917 год — 44 двора
- 1925 год — 57 дворов
- 1930 год — 61 двор, 299 жителей
- 1959 год — 258 жителей (согласно переписи)
- 2004 год — 54 хозяйства, 101 житель